# Pastís Tatin
El pastís Tatin és una variant del pastís de poma en què les pomes han estat caramel·litzades amb mantega i sucre abans d'incorporar-hi la massa. La seva peculiaritat és que es tracta d'un pastís al revés, és a dir, per a elaborar-lo les pomes es posen a sota i la massa a sobre.

## Història
Generalment es considera que la tarte Tatin va ser creada accidentalment a l'Hotel Tatin de Lamotte-Beuvron el 1889, lloc del qual pren el nom. L'hotel estava regentat per dues germanes, Stéphanie Tatin (1838–1917) i Caroline Tatin (1847–1911). Existeixen múltiples versions sobre l'origen del pastís però la història més coneguda explica que un descuit de Stéphanie Tatin va fer que es cuinessin més del compte les pomes, i per a no desaprofitar-les va posar-hi la pasta a sobre i ho va enfornar, després li va donar la volta amb compte, donant lloc a aquesta menja tan coneguda de la gastronomia francesa.

## Característiques
Els ingredients necessaris són 5 o 6 (segons la mida del motlle) pomes tallades a gallons gruixuts, 50 grams de mantega, 200 grams de sucre, dues cullerades soperes d'aigua i pasta trencada. És important comptar amb un motlle de rebosteria amb vores altes que es pugui introduir al forn. A la paella es fa un caramel al qual s'afegeix la mantega a trossos. Quan està lleugerament daurat, es posen els gallons de poma intentant que quedin estrets i col·locats de forma estètica, i es tapa. Després de 5 o 10 minuts, es cobreix amb la massa trencada a la qual es fan un parell de forats perquè surti el vapor. S'introdueix al forn que estarà preescalfat a 200º C i es deixa uns 20 minuts o fins que la massa estigui cuita. Finalment, se li fa el tomb en un plat quan encara està calent, sinó el caramel refredat enganxaria les pomes al fons del motlle. Sovint s'acompanya de gelat de vainilla.
Hi ha diverses variants del pastís Tatin clàssic que es realitzen modificant la fruita base del plat i utilitzant pinyes, peres o préssecs.